# ワシーリー・ヴォリスキー
ワシーリー・チモフェーエヴィチ・ヴォリスキー（ロシア語: Василий Тимофеевич Вольский、1897年3月10日 - 1946年2月22日）は、ソ連の軍人。戦車兵大将。

## 経歴
モスクワ出身。1916年、ロシア帝国軍に召集され、第一次世界大戦に従軍。
十月革命後、地区軍事委員部、1918年6月からモスクワ・チェーカーで働いた。ロシア内戦時、連隊及び師団の政治委員、南部及び南西戦線の政治委員補佐を務め、デニーキン、コルチャーク、アタマン・アンネンコフの部隊と戦った。内戦終結後、騎兵中隊、騎兵連隊、機械化連隊を指揮した。1926年、M.V.フルンゼ名称軍事アカデミー、1929年、高等指揮要員完全化課程、1930年、装甲戦車課程を修了。その後、労農赤軍機械化・自動車化局で働き、第6独立機械化旅団を指揮した。1939年5月、労農赤軍機械化・自動車化軍事アカデミー戦列部隊担当学校長補佐。
独ソ戦勃発とともに、第21軍司令官補佐、南西戦線自動車装甲部隊担当司令官補佐（1941年7月～12月）を務めた。1942年、自動車装甲戦車総局副総監（～4月）、クリミア及び北カフカーズ戦線の戦車部隊担当副司令官（1942年4月～10月）。スターリングラード攻防戦時、第4機械化軍団（後に第3親衛機械化軍団）を指揮した（1942年10月～1943年6月）。1943年6月から赤軍装甲戦車・機械化部隊副司令官。1944年8月～1945年3月、第5親衛戦車軍司令官となり、バルト諸国の解放と東プロシア作戦に参加した。

## パーソナル
レーニン勲章2個、赤旗勲章2個、一等スヴォーロフ勲章、二等スヴォーロフ勲章を受章。